# Pierre Messmer
Pierre Messmer, född 20 mars 1916 i Vincennes, Val-de-Marne, död 29 augusti 2007 på Val-de-Grâce militärsjukhus i Paris, var en fransk politiker (gaullist).

## Biografi
Messmer tjänstgjorde under andra världskriget i Fria Frankrikes styrkor i Nordafrika och gjorde sedan karriär inom den koloniala administrationen.
Messmer var försvarsminister 1959-1969 och var sedan 1972 minister för de transmarina områdena innan han blev landets premiärminister 1972–1974. Hans företrädare var Jacques Chaban-Delmas och han efterträddes av Jacques Chirac och han tjänstgjorde under Georges Pompidous presidentskap.
Messmer var från 1999 fram till sin död medlem av Franska Akademien.